# Pacific Rugby Cup 2007
El Pacific Rugby Cup del 2007 fue la segunda edición del torneo de rugby en el que la disputaron 6 equipos.
En esta edición el torneo se disputó con franquicias establecidas en Fiyi, Samoa y Tonga.
El campeón de la competencia fueron los samoanos Upolu Samoa.

## Equipos participantes
- Savaii Samoa
- Upolu Samoa
- Fiji Warriors
- Fiji Barbarians
- Tau'uta Reds
- Tautahi Gold

## Clasificación
| Pos. | Equipo          | Encuentros | Encuentros | Encuentros | Encuentros | Tantos  | Tantos    | Tantos     | Puntos Bonus | Puntos Totales |
| Pos. | Equipo          | jugados    | ganados    | empatados  | perdidos   | a favor | en contra | diferencia | Puntos Bonus | Puntos Totales |
| ---- | --------------- | ---------- | ---------- | ---------- | ---------- | ------- | --------- | ---------- | ------------ | -------------- |
| 1    | Tau'uta Reds    | 5          | 4          | 0          | 1          | 108     | 102       | +6         | 1            | 17             |
| 2    | Upolu Samoa     | 5          | 3          | 0          | 2          | 112     | 114       | -2         | 3            | 15             |
| 3    | Fiji Barbarians | 5          | 2          | 0          | 3          | 97      | 108       | -11        | 4            | 12             |
| 4    | Savaii Samoa    | 5          | 2          | 0          | 3          | 106     | 88        | 18         | 3            | 11             |
| 5    | Fiji Warriors   | 5          | 2          | 0          | 3          | 93      | 90        | +3         | 1            | 11             |
| 6    | Tautahi Gold    | 5          | 2          | 0          | 3          | 84      | 98        | -14        | 1            | 9              |

Nota: Se otorgan 4 puntos al equipo que gane un partido y 2 al que empate
Puntos Bonus: 1 punto por convertir 4 tries o más en un partido y 1 al equipo que pierda por no más de 7 tantos de diferencia
|  | Finalista |

### Final
| 20 de mayo | Tau'uta Reds | 15 - 35 | Upolu Samoa | Teufaiva Stadium, Nukuʻalofa  |  |
|            |              |         |             | Asistencia: 3000 espectadores |  |

| Bandera de Samoa    |
| Campeón Upolu Samoa |
| Primer título       |